# Ángel Lemus
Ángel Lemus Silva (ur. 3 września 1971 w mieście Meksyk) – meksykański piłkarz występujący na pozycji napastnika.

## Kariera klubowa
Lemus pochodzi ze stołecznego miasta Meksyk i jest wychowankiem tamtejszego zespołu Club Necaxa. Do treningów seniorskiej drużyny został włączony przez argentyńskiego szkoleniowca Eduardo Lujána; w meksykańskiej Primera División zadebiutował 27 stycznia 1991 w przegranym 1:2 spotkaniu z Monterrey. Premierowe gole w najwyższej klasie rozgrywkowej strzelił za to 12 maja tego samego roku w zremisowanej 4:4 konfrontacji z Querétaro, kiedy to dwukrotnie wpisał się na listę strzelców. Nie potrafiąc wywalczyć sobie miejsca w wyjściowym składzie Necaxy, w lipcu 1993 odszedł do Querétaro FC, gdzie występował częściej, jednak przeważnie w roli rezerwowego i po sezonie 1993/1994 spadł z nim do drugiej ligi – był to zarazem jego ostatni epizod w pierwszej lidze. Jego kolejnym klubem był drugoligowy CD Irapuato, w barwach którego został królem strzelców Primera División A w wiosennym sezonie Verano 1997 z dwunastoma bramkami na koncie.
Latem 1997 Lemus podpisał kontrakt z innym drugoligowcem, CF Cuautitlán, którego barwy reprezentował przez kolejny rok bez większych sukcesów. Później odszedł do San Luis FC, w którym z kolei występował trzy lata i w rozgrywkach Verano 1999 po raz drugi wywalczył tytuł króla strzelców drugiej ligi meksykańskiej, tym razem notując szesnaście trafień. W lipcu 2001 został piłkarzem CD Zacatepec, natomiast wiosną 2003 grał w Chapulineros de Oaxaca. Profesjonalną karierę piłkarską zakończył w wieku 32 lat jako rezerwowy zawodnik beniaminka drugiej ligi, Estudiantes de Santander z siedzibą w mieście Altamira.

## Kariera reprezentacyjna
W 1992 roku Lemus został powołany przez argentyńskiego selekcjonera Cayetano Rodrígueza do reprezentacji Meksyku U-23 na Igrzyska Olimpijskie w Barcelonie. Tam nie rozegrał ani jednego spotkania, pozostając rezerwowym drużyny, natomiast jego kadra narodowa zanotowała trzy remisy i odpadła już w fazie grupowej.